# 网柄菌纲
网柄菌纲（学名：Dictyosteliomycetes）是黏菌门下的一个纲。

## 下属分类
本纲包括以下目：
- Acytosteliales
- 网柄菌目 Dictyosteliales

目和科的地位未定的属：
- 考诺尼亚菌属 Coenonia Vandamme et al., 1999
- 网柄菌属 Dictyostelium
- Synstelium